# Station Szastarka
Station Szastarka is een spoorwegstation in de Poolse plaats Szastarka.